# Cephaloidophora conformis
Cephaloidophora conformis is een soort in de taxonomische indeling van de Myzozoa, een stam van microscopische parasitaire dieren. Het organisme komt uit het geslacht Cephaloidophora en behoort tot de familie Cephaloidophoridae. Cephaloidophora conformis werd in 1851 ontdekt door Diesing.